# Kirby (Wyoming)
Kirby és una població dels Estats Units a l'estat de Wyoming. Segons el cens del 2000 tenia 57 habitants.

## Demografia
Segons el cens del 2000, Kirby tenia 57 habitants, 29 habitatges, i 14 famílies. La densitat de població era de 200,1 habitants/km².
Dels 29 habitatges en un 17,2% hi vivien nens de menys de 18 anys, en un 37,9% hi vivien parelles casades, en un 6,9% dones solteres, i en un 48,3% no eren unitats familiars. En el 48,3% dels habitatges hi vivien persones soles el 17,2% de les quals corresponia a persones de 65 anys o més que vivien soles. El nombre mitjà de persones vivint en cada habitatge era d'1,97 i el nombre mitjà de persones que vivien en cada família era de 2,67.
Per edats la població es repartia de la següent manera: un 17,5% tenia menys de 18 anys, un 5,3% entre 18 i 24, un 24,6% entre 25 i 44, un 40,4% de 45 a 60 i un 12,3% 65 anys o més.
L'edat mediana era de 46 anys. Per cada 100 dones de 18 o més anys hi havia 62,1 homes.
La renda mediana per habitatge era de 18.750 $ i la renda mediana per família de 43.125 $. Els homes tenien una renda mediana de 18.750 $ mentre que les dones 30.417 $. La renda per capita de la població era de 19.137 $. Entorn del 18,2% de les famílies i el 12,2% de la població estaven per davall del llindar de pobresa.

## Poblacions més properes
El següent diagrama mostra les poblacions més properes.